# Lliga espanyola d'hoquei sobre patins masculina 1976-1977
La vuitena edició de la Lliga espanyola d'hoquei patins masculina, denominada en el seu moment Divisió d'Honor, s'inicià el 3 d'octubre de 1976 i finalitzà el 3 d'abril de 1977. Es va proclamar campió de lliga el FC Barcelona i van descendir directament el Kiber de Mieres i l'Sferic de Terrassa. El CE Vendrell va descendir en una promoció posterior davant del CP Calafell (que ascendia de categoria) i l'At. Montemar d'Alacant va aconseguir mantenir-se davant el Claret de Sevilla.

## Participants
| - FC BARCELONA - REUS DEPORTIU - HC SENTMENAT - CP CIBELES OVIEDO - SFERIC TERRASSA - CE ARENYS DE MUNT - CH CALDES | - CP VOLTREGÀ - CP VILANOVA - CP VIC - CE VENDRELL - AA NOIA - AT MONTEMAR - KIBER MIERES |

## Llegenda
| Pts = Punts totals PJ = Partits jugats PG = Partits guanyats PE = Partits empatats PP = Partits perduts GF = Gols a favor |  | GC = Gols en contra DG = Diferència de gols (GF-GC) Ressaltat en verd = Equip campió de lliga. Ressaltat en blau = Equip que promociona per la permanència. Ressaltat en vermell = Equip descendent de categoria. |  |  |

## Fase Regular

### Classificació
| Pos | Equip             | Pts | PJ | PG | PE | PP | GF  | GC  | DG   |
| --- | ----------------- | --- | -- | -- | -- | -- | --- | --- | ---- |
| 1   | FC Barcelona      | 42  | 26 | 18 | 6  | 2  | 144 | 69  | +75  |
| 2   | Reus Deportiu     | 38  | 26 | 17 | 4  | 5  | 140 | 69  | +71  |
| 3   | CP Voltregà       | 37  | 26 | 17 | 3  | 6  | 188 | 115 | +73  |
| 4   | CP Vilanova       | 34  | 26 | 15 | 4  | 7  | 132 | 84  | +48  |
| 5   | CE Arenys de Munt | 29  | 26 | 13 | 3  | 10 | 135 | 110 | +25  |
| 6   | CP Cibeles        | 28  | 26 | 10 | 8  | 8  | 109 | 92  | +17  |
| 7   | HC Sentmenat      | 28  | 26 | 12 | 4  | 10 | 124 | 128 | -4   |
| 8   | AA Noia           | 27  | 26 | 12 | 3  | 11 | 114 | 121 | -7   |
| 9   | CH Caldes         | 26  | 26 | 13 | 0  | 13 | 155 | 140 | +15  |
| 10  | CP Vic            | 22  | 26 | 9  | 4  | 13 | 96  | 95  | +1   |
| 11  | At. Montemar      | 16  | 26 | 7  | 2  | 17 | 96  | 185 | -89  |
| 12  | CE Vendrell       | 14  | 26 | 6  | 2  | 18 | 91  | 151 | -60  |
| 13  | Kiber Mieres      | 13  | 26 | 5  | 3  | 18 | 104 | 148 | -44  |
| 14  | SFERIC Terrassa   | 10  | 26 | 4  | 2  | 20 | 89  | 210 | -121 |

## Promoció

### Eliminatòria 1
|              |     |                |  |
| At. Montemar | 6-5 | Claret Sevilla |  |
|              |     |                |  |

|                |     |              |  |
| Claret Sevilla | 0-0 | At. Montemar |  |
|                |     |              |  |

### Eliminatòria 2
|             |     |             |  |
| CP Calafell | 8-1 | CE Vendrell |  |
|             |     |             |  |

|             |     |             |  |
| CE Vendrell | 6-5 | CP Calafell |  |
|             |     |             |  |